# C. S. Forester
Œuvres principales
- Paiement différé (1926)
- La série des Hornblower (1937-1967)
- L'Odyssée de l'African Queen (1935)

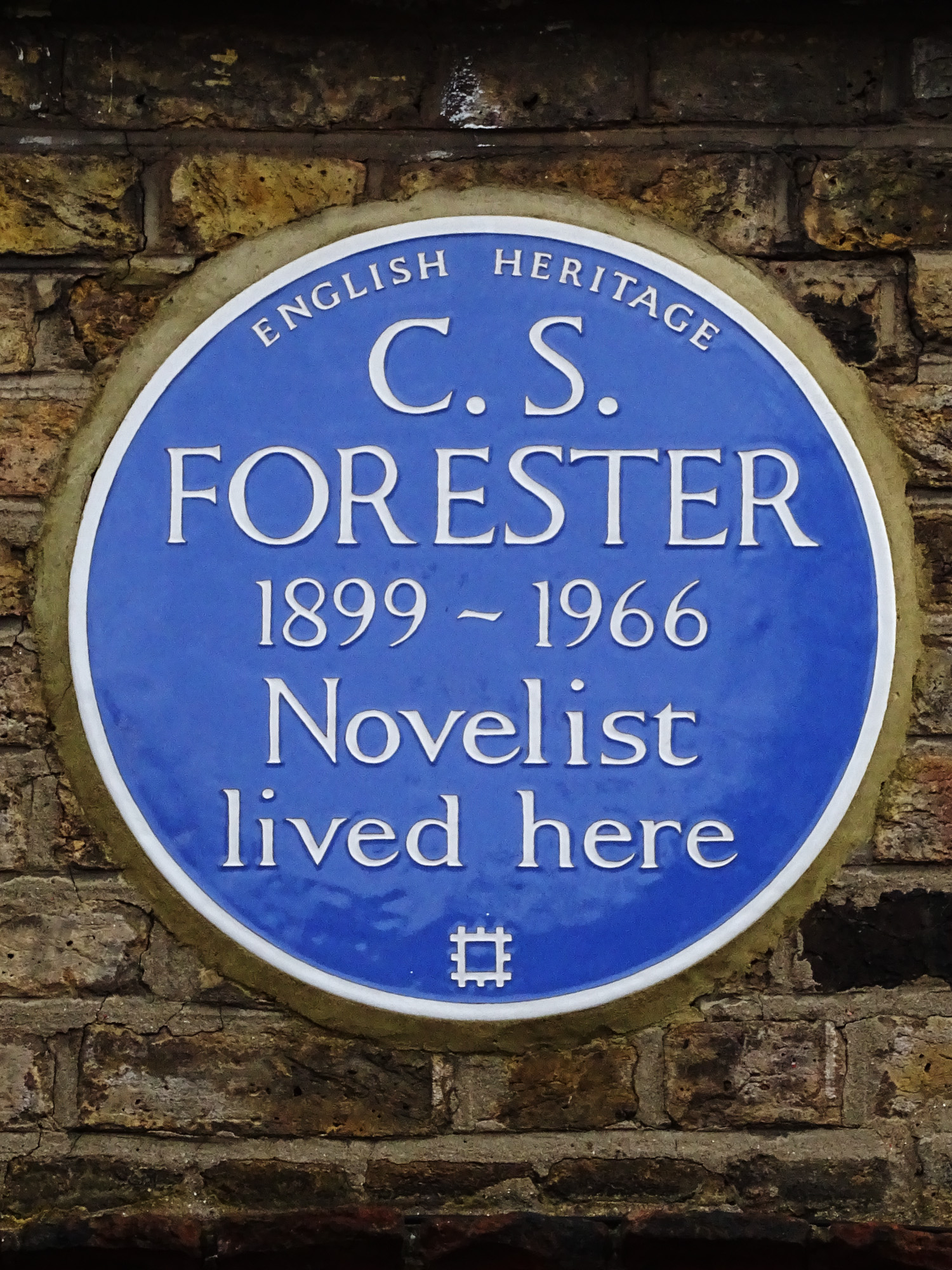

Cecil Scott Forester, de son vrai nom Cecil Louis Troughton Smith, est un écrivain britannique, né le 27 août 1899 au Caire (Égypte) et mort le 2 avril 1966 à Fullerton, Californie, auteur de la série maritime Horatio Hornblower et du roman L'Odyssée de l'African Queen.

## Biographie
Son père était un fonctionnaire britannique posté en Égypte. Il rentre au Royaume-Uni après la séparation de ses parents. Il vit alors très modestement avec sa mère.
Après des études de médecine, abandonnées après trois ans, il étudie la littérature pour devenir écrivain et journaliste. Dès 1917, il publie quelques poèmes dans des magazines, mais son premier livre, une étude historique sur l'Italie de Victor-Emmanuel II ne paraît qu'en 1922 (version remaniée, 1927). C'est un roman policier, Paiement différé, en 1926, qui lui vaut son premier succès et une réelle notoriété. Ce roman reste d'ailleurs un classique du roman policier car il déroge aux règles du whodunit alors en vogue : dès les premières pages, le récit raconte l'exécution d'un crime par un coupable dont l'identité est dévoilée au lecteur. Le livre connaît une adaptation pour le théâtre dans laquelle joue Charles Laughton, et deviendra également un film. La même année, Forester se marie et achète un dinghy qu'il surnomme Annie Marble, du nom de l'épouse dans Paiement différé. Le couple aura deux fils.

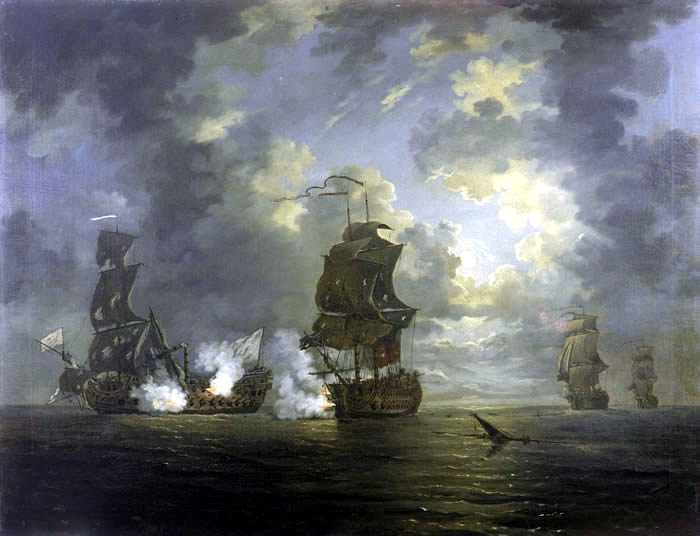
Combat entre le Foudroyant et le Monhouth. Tableau de Francis Swaine.

En 1937, il publie le premier roman de ce qui deviendra la saga du capitaine Horatio Hornblower, Retour à bon port (The Happy Return), c'est un grand succès. Les romans qui suivent voient Hornblower s'élever dans la hiérarchie navale, mais en 1950, Forester publie L'Aspirant Hornblower, qui décrit les tout débuts de son héros dans la Royal Navy.
La popularité d'Horatio Hornblower, à la fois un héros et un « anti-héros », ne s'est jamais démentie, et n'est concurrencée que par celle du duo Jack Aubrey - Stephen Maturin dans la série des romans maritimes de Patrick O'Brian. Les deux figures de marin sont d'ailleurs proches du même personnage historique, Thomas Cochrane, comte de Dundonald et amiral de la flotte britannique. Brian Perett a écrit Le véritable Hornblower, Vie et temps de l'amiral James Gordon, où il propose une autre source d'inspiration. Forester lui-même, dans son Hornblower Companion  (Guide de la saga), ne cite aucune figure historique comme source d'inspiration.
Parallèlement, il écrit des scénarios et continue aussi sa carrière de journaliste. Il sera d'ailleurs correspondant de guerre pendant la guerre civile en Espagne et en Tchécoslovaquie après l'invasion nazie.
En 1940, pour participer à la conception de la propagande anti-nazi et pro-britannique, il s'installe en Californie où il restera jusqu'à sa mort en 1966. À ce titre, il écrit en 1943 The Ship, récit romancé racontant un combat naval durant la défense de Malte. C. S. Forester semble s'être inspiré librement de la croisière du croiseur Penelope (classe Arethusa) en Méditerranée entre 1941 et 1942. Bien que s'agissant d'une œuvre de commande, Le navire (dans la traduction française de Maggy Daille), est une description précise et passionnante des événements se déroulant au cours d'une bataille navale de la seconde guerre mondiale. Mais les propos propagandistes de Forester n'ont pas l'heur de plaire à tous et Ernest Hemingway déclara sans ambages à l'époque que la morgue de l'auteur britannique avait dû inspirer à Hitler la volonté d'attaquer l'Angleterre.
Forester continue de fréquenter Hollywood et vit à Beverly Hills. En 1944, lui et Katherine Belcher divorcent. Trois ans plus tard, il se remarie avec Dorothy Foster. Pendant les années 1950, pas moins de cinq de ses romans seront portés à l'écran dans ce que le cinéma aura produit de meilleur à partir de son œuvre.
Plusieurs de ses romans ont été traduits en français par Louis Guilloux.

## Œuvre

### Romans

#### SérieHoratio Hornblower
- The Happy Return (1937) Publié en français sous le titre Retour à bon port, Éditions Phébus, 1989 Publié en français sous le titre L'heureux retour, Éditions Gallimard, 2021
- A Ship of the Line (1938) - Prix James Tait Black Publié en français sous le titre Un vaisseau de ligne, Phébus, 1989
- Flying Colours (1938) - Prix James Tait Black Publié en français sous le titre Pavillon haut, Phébus, 1989
- The Commodore (1945) Publié en français sous le titre Le Seigneur de la mer, Phébus, 1990
- Lord Hornblower (1946) Publié en français sous le titre Lord Hornblower, Phébus 1990
- M. Midshipman Hornblower (1950) Publié en français sous le titre Aspirant de marine, Phébus 1991
- Lieutenant Hornblower (1952) Publié en français sous le titre Lieutenant de marine, Phébus, 1991
- Hornblower and the Atropos (1953) Publié en français sous le titre Trésor de guerre, Phébus 1992
- Hornblower in the West Indies (1958) Publié en français sous le titre Mission aux Antilles, Phébus 1991
- Hornblower and the Hotspur (1962) Publié en français sous le titre Seul maître à bord, Phébus 1991
- Hornblower and the Crisis (1967) Publié en français sous le titre Au cœur de la mêlée, Phébus, 1995
- Captain Hornblower (1937-1967) Publié en français sous le titre Capitaine Hornblower, vol. 1, Paris, Omnibus, 1995 [réimpr. 2005] ; Capitaine Hornblower, vol. 2, Paris, Omnibus, 1995 [réimpr. 2005]

Note : L'édition chez Omnibus ne contient pas Au cœur de la mêlée.

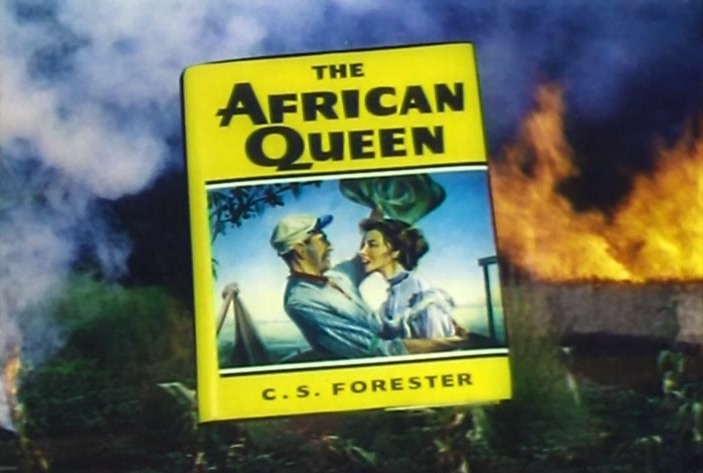
Bande-annonce du film The African Queen (L'Odyssée de l'African Queen, 1951).

| livres dans l'ordre de lecture                            | date de parution | grades                 | navires                                   | canons       |
| --------------------------------------------------------- | ---------------- | ---------------------- | ----------------------------------------- | ------------ |
| Aspirant de marine (M. Midshipman Hornblower)             | 1950             | Aspirant               | Justinian, Indefatigable                  | -            |
| Tentation de Hornblower (La) (M. Hornblower’s temptation) | 1950             | Aspirant               |                                           | -            |
| Lieutenant de marine (Lieutenant Hornblower)              | 1952             | Lieutenant de vaisseau | Renown (en), Retribution                  | 74 (Renown)  |
| Seul maître à bord (Hornblower and the Hotspur)           | 1962             | Lieutenant de vaisseau | Sloop Hotspur                             | -            |
| Au cœur de la mêlée (Hornblower and the Crisis)           | 1967             | -                      | -                                         | -            |
| Trésor de guerre (Hornblower and the Atropos)             | 1953             | Lieutenant commander   | Atropos                                   | 22           |
| Retour à bon port (The Happy Return)                      | 1937             | Commander              | Frégate Lydia                             | 36           |
| Un vaisseau de ligne (A Ship of the Line)                 | 1938             | Captain                | Sutherland                                | 74           |
| Pavillon haut (Flying Colours)                            | 1938             | Captain                | Pythonisse d'Endor                        | -            |
| Le Seigneur de la mer (The Commodore)                     | 1945             | Commodore              | Nonsuch, Lotus, Raven, Moth, Harvey, Clam | 74 (Nonsuch) |
| Lord Hornblower                                           | 1948             | -                      | Brick Porta-Coeli                         | -            |
| Mission aux Antilles (Hornblower in the West Indies)      | 1958             | Rear admiral           | -                                         | -            |
| The Hornblower Companion                                  | 1964             | -                      | -                                         | -            |

#### Romans policiers
- Payment Deferred (1926) Publié en français sous le titre Paiement différé (Payment Deferred), Paris, La Maîtrise du livre, coll. « L'Empreinte Police » no 28, 1949 ; réédition, Verviers, Gérard, coll. « Marabout » no 81, 1951 Publié en français dans une autre traduction sous le titre Fenêtre sur jardin, Lausanne, La Guilde du livre, 1958 ; réédition, Paris, Gallimard, 1958
- Plain Murder (1930) Publié en français sous le titre D'un crime l'autre (Plain Murder), Paris, Bourgois/Julliard, coll. « P.J. », 1973 Publié en français sous le titre À deux pas du gibet, Paris, Librairie des Champs-Élysées, coll. « Masque » no 1706, 1983 ; réédition de la même traduction sous le titre Un meurtre parfait, Paris, Manitoba/Les Belles Lettres, coll. « Le Cabinet noir » no 46, 2000

### Recueils de nouvelles
- The Nightmare (1954)
- The Man in the Yellow Raft (1969)

### Nouvelles policières
- The Letters in Evidence (1928) Publié en français sous le titre Les écrits restent, Paris, Opta, Mystère Magazine no 34, novembre 1950 ; réédition dans Histoires de crimes passionnels, Pocket no 3228, 1989
- The Turn of Tide (1934) Publié en français sous le titre Changement de marée, Paris, Fayard, Le Saint détective magazine no 14, avril 1956
- Between Eight and Eight (1950) Publié en français sous le titre Le Tour du cadran, Paris, Opta, Mystère Magazine no 102, juillet 1956
- The Key to Power ou The Power of Roses (1951) Publié en français sous le titre Les Clefs du pouvoir, Paris, Opta, Mystère Magazine no 196, mai 1964
- Indecision (1959) Publié en français sous le titre Indécision, Paris, Fayard, Le Saint Détective Magazine no 64, juin 1960

### Autres ouvrages
- Victor Emmanuel II and the Union of Italy (1922 ; édition révisée, 1928) - essai historique
- A Pawn among Kings (1924)
- The Paid Piper (1924)
- Napoleon and his Court (1924) - essai historique
- Josephine, Napoleon’s Empress (1925) - essai historique
- Love Lies Dreaming (1927)
- The Wonderful Week (1927)
- The Shadow of the Hawk (1928)
- Louis XIV, King of France and Navarre (1928) - essai historique
- Brown on Resolution (1929) Publié en français sous le titre Le Grain de sable, Paris, Presses de la Cité, 1973 ; réédition dans Capitaines héroïques, Paris, Omnibus, 2010
- Nelson (1929) - essai historique
- The Voyage of the Annie Marble (1929) - roman d'aventures
- The Annie Marble in Germany (1930) - roman d'aventures
- Two and Twenty (1931)
- U 97 (1931) - pièce de théâtre
- Death to the French (1932)
- The Gun (1933) Publié en français sous le titre Orgueil et Passion, Paris, France-Empire, 1957 Publié en français dans une nouvelle traduction sous le titre Le Canon, Paris, Phébus, 1994
- Nurse Cavell (1933) - pièce de théâtre, en collaboration avec C. E. Bechhofer Roberts
- The Peacemaker (1934)
- The African Queen (1935) Publié en français sous le titre Aventure africaine, Verviers, Gérard, coll. « Marabout » no 31, 1950 Publié en français dans une nouvelle traduction sous le titre L'Odyssée de l'African Queen, Nantes : l'Atalante, coll. « Bibliothèque de l'évasion », 1989 ; réédition dans Capitaines héroïques, Paris, Omnibus, 2010
- The General (1936)
- Marionettes at Home (1936) - étude sur les marionnettes
- The Earthly Paradise (1940)
- The Captain from Connecticut (1941) Publié en français sous le titre Le Capitaine du Connecticut, Paris, Éditions Azed, 1943 Publié en français dans une autre traduction sous le titre Corsaire malgré lui, Paris, Phébus, 1993
- Poo-Poo and the Dragons (1942) - conte pour enfants
- The Ship (1943) Publié en français sous le titre Un croiseur, Genève, Jeheber, 1944 Publié en français dans une traduction intégrale sous le titre Le Navire, Paris, Julliard, 1954 ; réédition dans Capitaines héroïques, Paris, Omnibus, 2010
- The Bedchamber Mystery ou Three Matronely Mysteries (1944)
- The Sky and the Forest (1948) Publié en français sous le titre Le Ciel et la Forêt, Paris, Denoël, 1951
- Randall and the River of Time (1950) - roman jeunesse
- The Barbary Pirates (1953) - roman jeunesse
- The Nightmare (1954) - recueil de nouvelles
- The Adventures of John Wetherell (1954)
- The Good Shepherd (1955) Publié en français sous le titre Bergers sur la mer, Paris, Gallimard, 1957 ; réédition dans Capitaines héroïques, Paris, Omnibus, 2010
- The Naval War of 1812 ou The Age of Fighting Sail [USA] (1957)
- Hunting the Bismark! ou Sink the Bismark! ou The Nine Last Days of Bismark [USA] (1959) Publié en français sous le titre Coulez le Bismarck, Genève, Ditis, 1963 ; réédition, Paris, Editions J'ai lu coll. « Leur aventure » no 25, 1969 ; réédition dans Capitaines héroïques, Paris, Omnibus, 2010
- Long Before Fourty (1967) - autobiographie posthume
- The Man in the Yellow Raft (1969) - roman posthume
- Gold from Crete (1971) - roman posthume
- The Pursued (2011) - roman posthume

## Adaptations

### Au cinéma
- 1932 : Payment Deferred, film américain réalisé par Lothar Mendes, d'après le roman éponyme, avec Charles Laughton et Maureen O'Sullivan
- 1935 : Marin de Sa Majesté (Brown on Resolution), film britannique réalisé par Walter Forde, d'après le roman éponyme (en), avec John Mills.
- 1942 : L'Escadrille des aigles (Eagle Squadron), film américain réalisé par Arthur Lubin, avec Robert Stack.
- 1942 : Le commando frappe à l'aube (Commandos Strikes at Dawn), film américain réalisé par John Farrow, avec Paul Muni.
- 1943 : Et la vie recommence (Forever and a Day), film américain collectif réalisé par 22 réalisateurs.
- 1951 : Capitaine sans peur (Captain Horatio Hornblower), film américano-britannique réalisé par Raoul Walsh, d'après la série romanesque, avec Gregory Peck dans le rôle-titre.
- 1951 : L’Odyssée de l’African Queen par John Huston avec Humphrey Bogart et Katharine Hepburn.
- 1953 : Marin du roi (Single-Handed), film américano-britannique réalisé par Roy Boulting, d'après le roman Le Grain de sable, aussi titré Capitaines héroïques (Brown on Resolution), avec Jeffrey Hunter
- 1957 : Orgueil et Passion (The Pride and the Passion), film américain réalisé par Stanley Kramer, avec Cary Grant, Frank Sinatra et Sophia Loren
- 1960 : Coulez le Bismarck ! (Sink the Bismarck!), film américano-britannique réalisé par Lewis Gilbert, avec Kenneth More et Dana Wynter
- 2020 : USS Greyhound : La Bataille de l’Atlantique (Greyhound), film américain d'Aaron Schneider, avec Tom Hanks

### À la télévision
- Hornblower, série télévisée, tournée entre 1998 et 2003 pour ITV et A&E avec Ioan Gruffudd dans le rôle de Hornblower, est adaptée librement de M. l'aspirant Horatio Hornblower et Lieutenant Hornblower. Elle suit la carrière du héros éponyme entre son apparition comme aspirant dans L'Aspirant Hornblower et sa promotion au rang de capitaine à la fin de Hornblower et le Hotspur.

## Postérité
L'influence de Forester a été très grande dans le roman maritime et dans la science-fiction militaire. Des auteurs comme David Weber (série Honor Harrington), David Feintuch (série Hope) décrivent un monde et des héros inspirés de la marine britannique décrite dans la série des Hornblower. Lois McMaster Bujold la cite comme une de ses premières sources d'inspiration : « Mon idée était d'adopter une structure analogue à la série des Hornblower : une suite de romans indépendants mais qui bout à bout forment une trajectoire qui retrace la biographie du héros. » Le profil psychologique de Hornblower, leader charismatique doutant constamment de ses capacités, a servi de modèle pour celui du Lieutenant Esmay Suiza, un des personnages du roman d'Elizabeth Moon, Once a Hero. L'influence de Forester se retrouve aussi dans le cycle maritime du capitaine Jack Aubrey de Patrick O'Brian.

## Sources
- Jacques Baudou et Jean-Jacques Schleret, Le Vrai Visage du Masque, vol. 1, Paris, Futuropolis, 1984, 476 p. (OCLC 311506692), p. 164-165.
- Claude Mesplède, Dictionnaire des littératures policières, vol. 1 : A - I, Nantes, Joseph K, coll. « Temps noir », 2007, 1054 p. (ISBN 978-2-910-68644-4, OCLC 315873251), p. 766-767.